# デュッセルドルフ美術アカデミーの人物一覧
デュッセルドルフ美術アカデミーの人物一覧は、デュッセルドルフ美術アカデミーに関係した人物の一覧記事。

## 教授/アカデミー会員
| 名前                                           | 生没年    | 出身の国     | 備考・出典     |
| ---------------------------------------------- | --------- | ------------ | -------------- |
| ヨハン・ペーター・フォン・ランガー             | 1756-1824 | ドイツ       | 1789年から校長 |
| ペーター・フォン・コルネリウス                 | 1783-1867 | ドイツ       | 1819年から校長 |
| フリードリッヒ・ヴィルヘルム・フォン・シャドー | 1788-1862 | ドイツ       | 1826年から校長 |
| テオドール・ヒルデブラント                     | 1804-1874 | ドイツ       |                |
| ルドルフ・ヴィークマン                         | 1804-1865 | ドイツ       | 1839年から教授 |
| カール・フェルディナンド・ゾーン               | 1805-1869 | ドイツ       |                |
| ハインリヒ・ミュッケ                           | 1806-1891 | ドイツ       | 1848年から教授 |
| カール・フリードリヒ・レッシング               | 1808-1880 | ドイツ       |                |
| クリスティアン・ケーラー                       | 1809-1861 | ドイツ       |                |
| エドゥアルド・ベンデマン                       | 1811-1889 | ドイツ       | 1859年から校長 |
| アウグスト・ヴェーバー                         | 1817-1873 | ドイツ       |                |
| ヘルマン・ヴィスリツェヌス                     | 1825-1899 | ドイツ       |                |
| アクセル・ノルドグレン                         | 1828-1883 | スウェーデン |                |
| ヴィルヘルム・ゾーン                           | 1829-1899 | ドイツ       | 1874年から教授 |
| オイゲン・デュッカー                           | 1841-1916 | ドイツ       |                |
| ヨハン・ピーター・テオドール・ヤンセン         | 1844-1908 | ドイツ       | 1895年から校長 |
| クラウス・マイヤー                             | 1856-1919 | ドイツ       | 1895年から教授 |
| オスカー・モル                                 | 1875-1947 | ドイツ       | 1932年から教授 |
| ハインリヒ・ナウエン                           | 1880-1940 | ドイツ       | 1921年から教授 |
| ヨーゼフ・ボイス                               | 1921-1986 | ドイツ       |                |
| ゲルハルト・リヒター                           | 1932-     | ドイツ       |                |
| ハンス・ホライン                               | 1934-2014 | オーストリア | 建築教授       |
| ローズマリー・トロッケル                       | 1952-     | ドイツ       |                |

## 学んだ人物
| 名前                                         | 生没年    | 出身の国           | 備考・出典     | 作品例 |
| -------------------------------------------- | --------- | ------------------ | -------------- | --- |
| フリードリヒ・ビュリー                       | 1763-1823 | ドイツ             |                | F.ビュリー C.ルーベン R.ヨルダン A.アッヒェンバッハ ロイツェ アルベルト・フラム ハンス・ギューデ アッヒェンバッハ A.ベックリン マルムストレム P.N.アルボ J.R.テート ヘーゼルタイン テオドール・ハーゲン パール・ラースロー ヤコブ・ネッベ ヒューゴ・フォーゲル イェルンベルク F.フランク E.A.ウォルトン ロベルト・エンゲルス オーヴァーベック フォーゲラー シュミッツ＝プライス マラコウスキー・ナウエン レームブルック オフェイ ハンス・ボルツ マッケ |
| ハインリヒ・クリストフ・コルベ               | 1771-1836 | ドイツ             |                | F.ビュリー C.ルーベン R.ヨルダン A.アッヒェンバッハ ロイツェ アルベルト・フラム ハンス・ギューデ アッヒェンバッハ A.ベックリン マルムストレム P.N.アルボ J.R.テート ヘーゼルタイン テオドール・ハーゲン パール・ラースロー ヤコブ・ネッベ ヒューゴ・フォーゲル イェルンベルク F.フランク E.A.ウォルトン ロベルト・エンゲルス オーヴァーベック フォーゲラー シュミッツ＝プライス マラコウスキー・ナウエン レームブルック オフェイ ハンス・ボルツ マッケ |
| ゲルハルト・ヴィルヘルム・フォン・ロイテルン | 1794-1865 | エストニア(ロシア) |                | F.ビュリー C.ルーベン R.ヨルダン A.アッヒェンバッハ ロイツェ アルベルト・フラム ハンス・ギューデ アッヒェンバッハ A.ベックリン マルムストレム P.N.アルボ J.R.テート ヘーゼルタイン テオドール・ハーゲン パール・ラースロー ヤコブ・ネッベ ヒューゴ・フォーゲル イェルンベルク F.フランク E.A.ウォルトン ロベルト・エンゲルス オーヴァーベック フォーゲラー シュミッツ＝プライス マラコウスキー・ナウエン レームブルック オフェイ ハンス・ボルツ マッケ |
| カール・ショルン                             | 1800-1850 | ドイツ             |                | F.ビュリー C.ルーベン R.ヨルダン A.アッヒェンバッハ ロイツェ アルベルト・フラム ハンス・ギューデ アッヒェンバッハ A.ベックリン マルムストレム P.N.アルボ J.R.テート ヘーゼルタイン テオドール・ハーゲン パール・ラースロー ヤコブ・ネッベ ヒューゴ・フォーゲル イェルンベルク F.フランク E.A.ウォルトン ロベルト・エンゲルス オーヴァーベック フォーゲラー シュミッツ＝プライス マラコウスキー・ナウエン レームブルック オフェイ ハンス・ボルツ マッケ |
| ヘルマン・アンシュッツ                       | 1802-1880 | ドイツ             |                | F.ビュリー C.ルーベン R.ヨルダン A.アッヒェンバッハ ロイツェ アルベルト・フラム ハンス・ギューデ アッヒェンバッハ A.ベックリン マルムストレム P.N.アルボ J.R.テート ヘーゼルタイン テオドール・ハーゲン パール・ラースロー ヤコブ・ネッベ ヒューゴ・フォーゲル イェルンベルク F.フランク E.A.ウォルトン ロベルト・エンゲルス オーヴァーベック フォーゲラー シュミッツ＝プライス マラコウスキー・ナウエン レームブルック オフェイ ハンス・ボルツ マッケ |
| ロベルト・ライニック                         | 1805-1852 | ドイツ             |                | F.ビュリー C.ルーベン R.ヨルダン A.アッヒェンバッハ ロイツェ アルベルト・フラム ハンス・ギューデ アッヒェンバッハ A.ベックリン マルムストレム P.N.アルボ J.R.テート ヘーゼルタイン テオドール・ハーゲン パール・ラースロー ヤコブ・ネッベ ヒューゴ・フォーゲル イェルンベルク F.フランク E.A.ウォルトン ロベルト・エンゲルス オーヴァーベック フォーゲラー シュミッツ＝プライス マラコウスキー・ナウエン レームブルック オフェイ ハンス・ボルツ マッケ |
| クリスティアン・ルーベン                     | 1805-1875 | ドイツ             |                | F.ビュリー C.ルーベン R.ヨルダン A.アッヒェンバッハ ロイツェ アルベルト・フラム ハンス・ギューデ アッヒェンバッハ A.ベックリン マルムストレム P.N.アルボ J.R.テート ヘーゼルタイン テオドール・ハーゲン パール・ラースロー ヤコブ・ネッベ ヒューゴ・フォーゲル イェルンベルク F.フランク E.A.ウォルトン ロベルト・エンゲルス オーヴァーベック フォーゲラー シュミッツ＝プライス マラコウスキー・ナウエン レームブルック オフェイ ハンス・ボルツ マッケ |
| アドルフ・シュレーター                       | 1805-1875 | ドイツ             |                | F.ビュリー C.ルーベン R.ヨルダン A.アッヒェンバッハ ロイツェ アルベルト・フラム ハンス・ギューデ アッヒェンバッハ A.ベックリン マルムストレム P.N.アルボ J.R.テート ヘーゼルタイン テオドール・ハーゲン パール・ラースロー ヤコブ・ネッベ ヒューゴ・フォーゲル イェルンベルク F.フランク E.A.ウォルトン ロベルト・エンゲルス オーヴァーベック フォーゲラー シュミッツ＝プライス マラコウスキー・ナウエン レームブルック オフェイ ハンス・ボルツ マッケ |
| ヨハン・ゲオルク・ヒルテンシュペルガー       | 1806-1890 | ドイツ             |                | F.ビュリー C.ルーベン R.ヨルダン A.アッヒェンバッハ ロイツェ アルベルト・フラム ハンス・ギューデ アッヒェンバッハ A.ベックリン マルムストレム P.N.アルボ J.R.テート ヘーゼルタイン テオドール・ハーゲン パール・ラースロー ヤコブ・ネッベ ヒューゴ・フォーゲル イェルンベルク F.フランク E.A.ウォルトン ロベルト・エンゲルス オーヴァーベック フォーゲラー シュミッツ＝プライス マラコウスキー・ナウエン レームブルック オフェイ ハンス・ボルツ マッケ |
| ユリウス・ヒューブナー                       | 1806-1882 | ドイツ             |                | F.ビュリー C.ルーベン R.ヨルダン A.アッヒェンバッハ ロイツェ アルベルト・フラム ハンス・ギューデ アッヒェンバッハ A.ベックリン マルムストレム P.N.アルボ J.R.テート ヘーゼルタイン テオドール・ハーゲン パール・ラースロー ヤコブ・ネッベ ヒューゴ・フォーゲル イェルンベルク F.フランク E.A.ウォルトン ロベルト・エンゲルス オーヴァーベック フォーゲラー シュミッツ＝プライス マラコウスキー・ナウエン レームブルック オフェイ ハンス・ボルツ マッケ |
| ヨハン・ヴィルヘルム・シルマー               | 1807-1863 | ドイツ             |                | F.ビュリー C.ルーベン R.ヨルダン A.アッヒェンバッハ ロイツェ アルベルト・フラム ハンス・ギューデ アッヒェンバッハ A.ベックリン マルムストレム P.N.アルボ J.R.テート ヘーゼルタイン テオドール・ハーゲン パール・ラースロー ヤコブ・ネッベ ヒューゴ・フォーゲル イェルンベルク F.フランク E.A.ウォルトン ロベルト・エンゲルス オーヴァーベック フォーゲラー シュミッツ＝プライス マラコウスキー・ナウエン レームブルック オフェイ ハンス・ボルツ マッケ |
| ハインリヒ・フンク                           | 1807-1877 | ドイツ             |                | F.ビュリー C.ルーベン R.ヨルダン A.アッヒェンバッハ ロイツェ アルベルト・フラム ハンス・ギューデ アッヒェンバッハ A.ベックリン マルムストレム P.N.アルボ J.R.テート ヘーゼルタイン テオドール・ハーゲン パール・ラースロー ヤコブ・ネッベ ヒューゴ・フォーゲル イェルンベルク F.フランク E.A.ウォルトン ロベルト・エンゲルス オーヴァーベック フォーゲラー シュミッツ＝プライス マラコウスキー・ナウエン レームブルック オフェイ ハンス・ボルツ マッケ |
| ヤーコブ・フュルヒテゴット・ディールマン     | 1809-1885 | ドイツ             |                | F.ビュリー C.ルーベン R.ヨルダン A.アッヒェンバッハ ロイツェ アルベルト・フラム ハンス・ギューデ アッヒェンバッハ A.ベックリン マルムストレム P.N.アルボ J.R.テート ヘーゼルタイン テオドール・ハーゲン パール・ラースロー ヤコブ・ネッベ ヒューゴ・フォーゲル イェルンベルク F.フランク E.A.ウォルトン ロベルト・エンゲルス オーヴァーベック フォーゲラー シュミッツ＝プライス マラコウスキー・ナウエン レームブルック オフェイ ハンス・ボルツ マッケ |
| ルドルフ・ヨルダン                           | 1810-1887 | ドイツ             |                | F.ビュリー C.ルーベン R.ヨルダン A.アッヒェンバッハ ロイツェ アルベルト・フラム ハンス・ギューデ アッヒェンバッハ A.ベックリン マルムストレム P.N.アルボ J.R.テート ヘーゼルタイン テオドール・ハーゲン パール・ラースロー ヤコブ・ネッベ ヒューゴ・フォーゲル イェルンベルク F.フランク E.A.ウォルトン ロベルト・エンゲルス オーヴァーベック フォーゲラー シュミッツ＝プライス マラコウスキー・ナウエン レームブルック オフェイ ハンス・ボルツ マッケ |
| ハインリヒ・フォン・ルスティーゲ             | 1810-1900 | ドイツ             |                | F.ビュリー C.ルーベン R.ヨルダン A.アッヒェンバッハ ロイツェ アルベルト・フラム ハンス・ギューデ アッヒェンバッハ A.ベックリン マルムストレム P.N.アルボ J.R.テート ヘーゼルタイン テオドール・ハーゲン パール・ラースロー ヤコブ・ネッベ ヒューゴ・フォーゲル イェルンベルク F.フランク E.A.ウォルトン ロベルト・エンゲルス オーヴァーベック フォーゲラー シュミッツ＝プライス マラコウスキー・ナウエン レームブルック オフェイ ハンス・ボルツ マッケ |
| ヨハン・ペーター・ハーゼンクレヴァー         | 1810-1853 | ドイツ             |                | F.ビュリー C.ルーベン R.ヨルダン A.アッヒェンバッハ ロイツェ アルベルト・フラム ハンス・ギューデ アッヒェンバッハ A.ベックリン マルムストレム P.N.アルボ J.R.テート ヘーゼルタイン テオドール・ハーゲン パール・ラースロー ヤコブ・ネッベ ヒューゴ・フォーゲル イェルンベルク F.フランク E.A.ウォルトン ロベルト・エンゲルス オーヴァーベック フォーゲラー シュミッツ＝プライス マラコウスキー・ナウエン レームブルック オフェイ ハンス・ボルツ マッケ |
| ヤーコブ・ベッカー                           | 1810-1872 | ドイツ             |                | F.ビュリー C.ルーベン R.ヨルダン A.アッヒェンバッハ ロイツェ アルベルト・フラム ハンス・ギューデ アッヒェンバッハ A.ベックリン マルムストレム P.N.アルボ J.R.テート ヘーゼルタイン テオドール・ハーゲン パール・ラースロー ヤコブ・ネッベ ヒューゴ・フォーゲル イェルンベルク F.フランク E.A.ウォルトン ロベルト・エンゲルス オーヴァーベック フォーゲラー シュミッツ＝プライス マラコウスキー・ナウエン レームブルック オフェイ ハンス・ボルツ マッケ |
| ジョージ・カレブ・ビンガム                   | 1811-1879 | アメリカ合衆国     |                | F.ビュリー C.ルーベン R.ヨルダン A.アッヒェンバッハ ロイツェ アルベルト・フラム ハンス・ギューデ アッヒェンバッハ A.ベックリン マルムストレム P.N.アルボ J.R.テート ヘーゼルタイン テオドール・ハーゲン パール・ラースロー ヤコブ・ネッベ ヒューゴ・フォーゲル イェルンベルク F.フランク E.A.ウォルトン ロベルト・エンゲルス オーヴァーベック フォーゲラー シュミッツ＝プライス マラコウスキー・ナウエン レームブルック オフェイ ハンス・ボルツ マッケ |
| アドルフ・エアハルト                         | 1813-1899 | ドイツ             |                | F.ビュリー C.ルーベン R.ヨルダン A.アッヒェンバッハ ロイツェ アルベルト・フラム ハンス・ギューデ アッヒェンバッハ A.ベックリン マルムストレム P.N.アルボ J.R.テート ヘーゼルタイン テオドール・ハーゲン パール・ラースロー ヤコブ・ネッベ ヒューゴ・フォーゲル イェルンベルク F.フランク E.A.ウォルトン ロベルト・エンゲルス オーヴァーベック フォーゲラー シュミッツ＝プライス マラコウスキー・ナウエン レームブルック オフェイ ハンス・ボルツ マッケ |
| フランツ・イッテンバッハ                     | 1813-1879 | ドイツ             |                | F.ビュリー C.ルーベン R.ヨルダン A.アッヒェンバッハ ロイツェ アルベルト・フラム ハンス・ギューデ アッヒェンバッハ A.ベックリン マルムストレム P.N.アルボ J.R.テート ヘーゼルタイン テオドール・ハーゲン パール・ラースロー ヤコブ・ネッベ ヒューゴ・フォーゲル イェルンベルク F.フランク E.A.ウォルトン ロベルト・エンゲルス オーヴァーベック フォーゲラー シュミッツ＝プライス マラコウスキー・ナウエン レームブルック オフェイ ハンス・ボルツ マッケ |
| アドルフ・ティーデマン                       | 1814-1876 | ノルウェー         |                | F.ビュリー C.ルーベン R.ヨルダン A.アッヒェンバッハ ロイツェ アルベルト・フラム ハンス・ギューデ アッヒェンバッハ A.ベックリン マルムストレム P.N.アルボ J.R.テート ヘーゼルタイン テオドール・ハーゲン パール・ラースロー ヤコブ・ネッベ ヒューゴ・フォーゲル イェルンベルク F.フランク E.A.ウォルトン ロベルト・エンゲルス オーヴァーベック フォーゲラー シュミッツ＝プライス マラコウスキー・ナウエン レームブルック オフェイ ハンス・ボルツ マッケ |
| アンドレアス・アッヒェンバッハ               | 1815-1910 | ドイツ             |                | F.ビュリー C.ルーベン R.ヨルダン A.アッヒェンバッハ ロイツェ アルベルト・フラム ハンス・ギューデ アッヒェンバッハ A.ベックリン マルムストレム P.N.アルボ J.R.テート ヘーゼルタイン テオドール・ハーゲン パール・ラースロー ヤコブ・ネッベ ヒューゴ・フォーゲル イェルンベルク F.フランク E.A.ウォルトン ロベルト・エンゲルス オーヴァーベック フォーゲラー シュミッツ＝プライス マラコウスキー・ナウエン レームブルック オフェイ ハンス・ボルツ マッケ |
| アルフレート・レーテル                       | 1816-1859 | ドイツ             |                | F.ビュリー C.ルーベン R.ヨルダン A.アッヒェンバッハ ロイツェ アルベルト・フラム ハンス・ギューデ アッヒェンバッハ A.ベックリン マルムストレム P.N.アルボ J.R.テート ヘーゼルタイン テオドール・ハーゲン パール・ラースロー ヤコブ・ネッベ ヒューゴ・フォーゲル イェルンベルク F.フランク E.A.ウォルトン ロベルト・エンゲルス オーヴァーベック フォーゲラー シュミッツ＝プライス マラコウスキー・ナウエン レームブルック オフェイ ハンス・ボルツ マッケ |
| エマヌエル・ロイツェ                         | 1816-1868 | アメリカ合衆国     |                | F.ビュリー C.ルーベン R.ヨルダン A.アッヒェンバッハ ロイツェ アルベルト・フラム ハンス・ギューデ アッヒェンバッハ A.ベックリン マルムストレム P.N.アルボ J.R.テート ヘーゼルタイン テオドール・ハーゲン パール・ラースロー ヤコブ・ネッベ ヒューゴ・フォーゲル イェルンベルク F.フランク E.A.ウォルトン ロベルト・エンゲルス オーヴァーベック フォーゲラー シュミッツ＝プライス マラコウスキー・ナウエン レームブルック オフェイ ハンス・ボルツ マッケ |
| ヴィルヘルム・カンプハウゼン                 | 1818-1885 | ドイツ             |                | F.ビュリー C.ルーベン R.ヨルダン A.アッヒェンバッハ ロイツェ アルベルト・フラム ハンス・ギューデ アッヒェンバッハ A.ベックリン マルムストレム P.N.アルボ J.R.テート ヘーゼルタイン テオドール・ハーゲン パール・ラースロー ヤコブ・ネッベ ヒューゴ・フォーゲル イェルンベルク F.フランク E.A.ウォルトン ロベルト・エンゲルス オーヴァーベック フォーゲラー シュミッツ＝プライス マラコウスキー・ナウエン レームブルック オフェイ ハンス・ボルツ マッケ |
| カール・ミュラー (画家)                      | 1818-1893 | ドイツ             | 1857から教授   | F.ビュリー C.ルーベン R.ヨルダン A.アッヒェンバッハ ロイツェ アルベルト・フラム ハンス・ギューデ アッヒェンバッハ A.ベックリン マルムストレム P.N.アルボ J.R.テート ヘーゼルタイン テオドール・ハーゲン パール・ラースロー ヤコブ・ネッベ ヒューゴ・フォーゲル イェルンベルク F.フランク E.A.ウォルトン ロベルト・エンゲルス オーヴァーベック フォーゲラー シュミッツ＝プライス マラコウスキー・ナウエン レームブルック オフェイ ハンス・ボルツ マッケ |
| ルートヴィッヒ・デ・クードル                 | 1820-1878 | ドイツ             |                | F.ビュリー C.ルーベン R.ヨルダン A.アッヒェンバッハ ロイツェ アルベルト・フラム ハンス・ギューデ アッヒェンバッハ A.ベックリン マルムストレム P.N.アルボ J.R.テート ヘーゼルタイン テオドール・ハーゲン パール・ラースロー ヤコブ・ネッベ ヒューゴ・フォーゲル イェルンベルク F.フランク E.A.ウォルトン ロベルト・エンゲルス オーヴァーベック フォーゲラー シュミッツ＝プライス マラコウスキー・ナウエン レームブルック オフェイ ハンス・ボルツ マッケ |
| アルベルト・フラム                           | 1823-1906 | ドイツ             |                | F.ビュリー C.ルーベン R.ヨルダン A.アッヒェンバッハ ロイツェ アルベルト・フラム ハンス・ギューデ アッヒェンバッハ A.ベックリン マルムストレム P.N.アルボ J.R.テート ヘーゼルタイン テオドール・ハーゲン パール・ラースロー ヤコブ・ネッベ ヒューゴ・フォーゲル イェルンベルク F.フランク E.A.ウォルトン ロベルト・エンゲルス オーヴァーベック フォーゲラー シュミッツ＝プライス マラコウスキー・ナウエン レームブルック オフェイ ハンス・ボルツ マッケ |
| ハインリヒ・フェルディナント・ホフマン       | 1824-1911 | ドイツ             |                | F.ビュリー C.ルーベン R.ヨルダン A.アッヒェンバッハ ロイツェ アルベルト・フラム ハンス・ギューデ アッヒェンバッハ A.ベックリン マルムストレム P.N.アルボ J.R.テート ヘーゼルタイン テオドール・ハーゲン パール・ラースロー ヤコブ・ネッベ ヒューゴ・フォーゲル イェルンベルク F.フランク E.A.ウォルトン ロベルト・エンゲルス オーヴァーベック フォーゲラー シュミッツ＝プライス マラコウスキー・ナウエン レームブルック オフェイ ハンス・ボルツ マッケ |
| ウィリアム・モリス・ハント                   | 1824-1879 | アメリカ合衆国     |                | F.ビュリー C.ルーベン R.ヨルダン A.アッヒェンバッハ ロイツェ アルベルト・フラム ハンス・ギューデ アッヒェンバッハ A.ベックリン マルムストレム P.N.アルボ J.R.テート ヘーゼルタイン テオドール・ハーゲン パール・ラースロー ヤコブ・ネッベ ヒューゴ・フォーゲル イェルンベルク F.フランク E.A.ウォルトン ロベルト・エンゲルス オーヴァーベック フォーゲラー シュミッツ＝プライス マラコウスキー・ナウエン レームブルック オフェイ ハンス・ボルツ マッケ |
| イーストマン・ジョンソン                     | 1824-1906 | アメリカ合衆国     |                | F.ビュリー C.ルーベン R.ヨルダン A.アッヒェンバッハ ロイツェ アルベルト・フラム ハンス・ギューデ アッヒェンバッハ A.ベックリン マルムストレム P.N.アルボ J.R.テート ヘーゼルタイン テオドール・ハーゲン パール・ラースロー ヤコブ・ネッベ ヒューゴ・フォーゲル イェルンベルク F.フランク E.A.ウォルトン ロベルト・エンゲルス オーヴァーベック フォーゲラー シュミッツ＝プライス マラコウスキー・ナウエン レームブルック オフェイ ハンス・ボルツ マッケ |
| フェルディナンド・ファーゲルリーン           | 1825-1907 | スウェーデン       |                | F.ビュリー C.ルーベン R.ヨルダン A.アッヒェンバッハ ロイツェ アルベルト・フラム ハンス・ギューデ アッヒェンバッハ A.ベックリン マルムストレム P.N.アルボ J.R.テート ヘーゼルタイン テオドール・ハーゲン パール・ラースロー ヤコブ・ネッベ ヒューゴ・フォーゲル イェルンベルク F.フランク E.A.ウォルトン ロベルト・エンゲルス オーヴァーベック フォーゲラー シュミッツ＝プライス マラコウスキー・ナウエン レームブルック オフェイ ハンス・ボルツ マッケ |
| ハンス・ギューデ                             | 1825-1903 | ノルウェー         | 1854年から教授 | F.ビュリー C.ルーベン R.ヨルダン A.アッヒェンバッハ ロイツェ アルベルト・フラム ハンス・ギューデ アッヒェンバッハ A.ベックリン マルムストレム P.N.アルボ J.R.テート ヘーゼルタイン テオドール・ハーゲン パール・ラースロー ヤコブ・ネッベ ヒューゴ・フォーゲル イェルンベルク F.フランク E.A.ウォルトン ロベルト・エンゲルス オーヴァーベック フォーゲラー シュミッツ＝プライス マラコウスキー・ナウエン レームブルック オフェイ ハンス・ボルツ マッケ |
| リチャード・ケートン・ウッドヴィル           | 1825-1855 | アメリカ合衆国     |                | F.ビュリー C.ルーベン R.ヨルダン A.アッヒェンバッハ ロイツェ アルベルト・フラム ハンス・ギューデ アッヒェンバッハ A.ベックリン マルムストレム P.N.アルボ J.R.テート ヘーゼルタイン テオドール・ハーゲン パール・ラースロー ヤコブ・ネッベ ヒューゴ・フォーゲル イェルンベルク F.フランク E.A.ウォルトン ロベルト・エンゲルス オーヴァーベック フォーゲラー シュミッツ＝プライス マラコウスキー・ナウエン レームブルック オフェイ ハンス・ボルツ マッケ |
| ジョージ・ヘンリー・ホール                   | 1825-1913 | アメリカ合衆国     |                | F.ビュリー C.ルーベン R.ヨルダン A.アッヒェンバッハ ロイツェ アルベルト・フラム ハンス・ギューデ アッヒェンバッハ A.ベックリン マルムストレム P.N.アルボ J.R.テート ヘーゼルタイン テオドール・ハーゲン パール・ラースロー ヤコブ・ネッベ ヒューゴ・フォーゲル イェルンベルク F.フランク E.A.ウォルトン ロベルト・エンゲルス オーヴァーベック フォーゲラー シュミッツ＝プライス マラコウスキー・ナウエン レームブルック オフェイ ハンス・ボルツ マッケ |
| オスヴァルト・アッヒェンバッハ               | 1827-1905 | ドイツ             | 1863年から教授 | F.ビュリー C.ルーベン R.ヨルダン A.アッヒェンバッハ ロイツェ アルベルト・フラム ハンス・ギューデ アッヒェンバッハ A.ベックリン マルムストレム P.N.アルボ J.R.テート ヘーゼルタイン テオドール・ハーゲン パール・ラースロー ヤコブ・ネッベ ヒューゴ・フォーゲル イェルンベルク F.フランク E.A.ウォルトン ロベルト・エンゲルス オーヴァーベック フォーゲラー シュミッツ＝プライス マラコウスキー・ナウエン レームブルック オフェイ ハンス・ボルツ マッケ |
| エミール・ヒュンテン                         | 1827-1902 | ドイツ             |                | F.ビュリー C.ルーベン R.ヨルダン A.アッヒェンバッハ ロイツェ アルベルト・フラム ハンス・ギューデ アッヒェンバッハ A.ベックリン マルムストレム P.N.アルボ J.R.テート ヘーゼルタイン テオドール・ハーゲン パール・ラースロー ヤコブ・ネッベ ヒューゴ・フォーゲル イェルンベルク F.フランク E.A.ウォルトン ロベルト・エンゲルス オーヴァーベック フォーゲラー シュミッツ＝プライス マラコウスキー・ナウエン レームブルック オフェイ ハンス・ボルツ マッケ |
| アルノルト・ベックリン                       | 1827-1901 | スイス             |                | F.ビュリー C.ルーベン R.ヨルダン A.アッヒェンバッハ ロイツェ アルベルト・フラム ハンス・ギューデ アッヒェンバッハ A.ベックリン マルムストレム P.N.アルボ J.R.テート ヘーゼルタイン テオドール・ハーゲン パール・ラースロー ヤコブ・ネッベ ヒューゴ・フォーゲル イェルンベルク F.フランク E.A.ウォルトン ロベルト・エンゲルス オーヴァーベック フォーゲラー シュミッツ＝プライス マラコウスキー・ナウエン レームブルック オフェイ ハンス・ボルツ マッケ |
| ゲオルク・ブライプトロイ                     | 1828-1892 | ドイツ             |                | F.ビュリー C.ルーベン R.ヨルダン A.アッヒェンバッハ ロイツェ アルベルト・フラム ハンス・ギューデ アッヒェンバッハ A.ベックリン マルムストレム P.N.アルボ J.R.テート ヘーゼルタイン テオドール・ハーゲン パール・ラースロー ヤコブ・ネッベ ヒューゴ・フォーゲル イェルンベルク F.フランク E.A.ウォルトン ロベルト・エンゲルス オーヴァーベック フォーゲラー シュミッツ＝プライス マラコウスキー・ナウエン レームブルック オフェイ ハンス・ボルツ マッケ |
| クイド・マーネス                             | 1828-1880 | チェコ             |                | F.ビュリー C.ルーベン R.ヨルダン A.アッヒェンバッハ ロイツェ アルベルト・フラム ハンス・ギューデ アッヒェンバッハ A.ベックリン マルムストレム P.N.アルボ J.R.テート ヘーゼルタイン テオドール・ハーゲン パール・ラースロー ヤコブ・ネッベ ヒューゴ・フォーゲル イェルンベルク F.フランク E.A.ウォルトン ロベルト・エンゲルス オーヴァーベック フォーゲラー シュミッツ＝プライス マラコウスキー・ナウエン レームブルック オフェイ ハンス・ボルツ マッケ |
| ジェームズ・マクドゥーガル・ハート           | 1828-1901 | アメリカ合衆国     |                | F.ビュリー C.ルーベン R.ヨルダン A.アッヒェンバッハ ロイツェ アルベルト・フラム ハンス・ギューデ アッヒェンバッハ A.ベックリン マルムストレム P.N.アルボ J.R.テート ヘーゼルタイン テオドール・ハーゲン パール・ラースロー ヤコブ・ネッベ ヒューゴ・フォーゲル イェルンベルク F.フランク E.A.ウォルトン ロベルト・エンゲルス オーヴァーベック フォーゲラー シュミッツ＝プライス マラコウスキー・ナウエン レームブルック オフェイ ハンス・ボルツ マッケ |
| アーギュスト・マルムストレム                 | 1829-1901 | スウェーデン       |                | F.ビュリー C.ルーベン R.ヨルダン A.アッヒェンバッハ ロイツェ アルベルト・フラム ハンス・ギューデ アッヒェンバッハ A.ベックリン マルムストレム P.N.アルボ J.R.テート ヘーゼルタイン テオドール・ハーゲン パール・ラースロー ヤコブ・ネッベ ヒューゴ・フォーゲル イェルンベルク F.フランク E.A.ウォルトン ロベルト・エンゲルス オーヴァーベック フォーゲラー シュミッツ＝プライス マラコウスキー・ナウエン レームブルック オフェイ ハンス・ボルツ マッケ |
| バンジャマン・ヴォーティエ                   | 1829-1898 | スイス             |                | F.ビュリー C.ルーベン R.ヨルダン A.アッヒェンバッハ ロイツェ アルベルト・フラム ハンス・ギューデ アッヒェンバッハ A.ベックリン マルムストレム P.N.アルボ J.R.テート ヘーゼルタイン テオドール・ハーゲン パール・ラースロー ヤコブ・ネッベ ヒューゴ・フォーゲル イェルンベルク F.フランク E.A.ウォルトン ロベルト・エンゲルス オーヴァーベック フォーゲラー シュミッツ＝プライス マラコウスキー・ナウエン レームブルック オフェイ ハンス・ボルツ マッケ |
| アルバート・ビアスタット                     | 1830-1902 | アメリカ合衆国     |                | F.ビュリー C.ルーベン R.ヨルダン A.アッヒェンバッハ ロイツェ アルベルト・フラム ハンス・ギューデ アッヒェンバッハ A.ベックリン マルムストレム P.N.アルボ J.R.テート ヘーゼルタイン テオドール・ハーゲン パール・ラースロー ヤコブ・ネッベ ヒューゴ・フォーゲル イェルンベルク F.フランク E.A.ウォルトン ロベルト・エンゲルス オーヴァーベック フォーゲラー シュミッツ＝プライス マラコウスキー・ナウエン レームブルック オフェイ ハンス・ボルツ マッケ |
| ペーテル・ニコライ・アルボ                   | 1831-1892 | スウェーデン       |                | F.ビュリー C.ルーベン R.ヨルダン A.アッヒェンバッハ ロイツェ アルベルト・フラム ハンス・ギューデ アッヒェンバッハ A.ベックリン マルムストレム P.N.アルボ J.R.テート ヘーゼルタイン テオドール・ハーゲン パール・ラースロー ヤコブ・ネッベ ヒューゴ・フォーゲル イェルンベルク F.フランク E.A.ウォルトン ロベルト・エンゲルス オーヴァーベック フォーゲラー シュミッツ＝プライス マラコウスキー・ナウエン レームブルック オフェイ ハンス・ボルツ マッケ |
| アドルフ・フォン・ベッカー                   | 1831-1909 | フィンランド       |                | F.ビュリー C.ルーベン R.ヨルダン A.アッヒェンバッハ ロイツェ アルベルト・フラム ハンス・ギューデ アッヒェンバッハ A.ベックリン マルムストレム P.N.アルボ J.R.テート ヘーゼルタイン テオドール・ハーゲン パール・ラースロー ヤコブ・ネッベ ヒューゴ・フォーゲル イェルンベルク F.フランク E.A.ウォルトン ロベルト・エンゲルス オーヴァーベック フォーゲラー シュミッツ＝プライス マラコウスキー・ナウエン レームブルック オフェイ ハンス・ボルツ マッケ |
| アルベルト・キンドラー                       | 1833-1876 | ドイツ             |                | F.ビュリー C.ルーベン R.ヨルダン A.アッヒェンバッハ ロイツェ アルベルト・フラム ハンス・ギューデ アッヒェンバッハ A.ベックリン マルムストレム P.N.アルボ J.R.テート ヘーゼルタイン テオドール・ハーゲン パール・ラースロー ヤコブ・ネッベ ヒューゴ・フォーゲル イェルンベルク F.フランク E.A.ウォルトン ロベルト・エンゲルス オーヴァーベック フォーゲラー シュミッツ＝プライス マラコウスキー・ナウエン レームブルック オフェイ ハンス・ボルツ マッケ |
| ヘルマン・ヘルツォーク                       | 1833-1932 | ドイツ             |                | F.ビュリー C.ルーベン R.ヨルダン A.アッヒェンバッハ ロイツェ アルベルト・フラム ハンス・ギューデ アッヒェンバッハ A.ベックリン マルムストレム P.N.アルボ J.R.テート ヘーゼルタイン テオドール・ハーゲン パール・ラースロー ヤコブ・ネッベ ヒューゴ・フォーゲル イェルンベルク F.フランク E.A.ウォルトン ロベルト・エンゲルス オーヴァーベック フォーゲラー シュミッツ＝プライス マラコウスキー・ナウエン レームブルック オフェイ ハンス・ボルツ マッケ |
| ウィリアム・D・ワシントン                    | 1833-1870 | アメリカ合衆国     |                | F.ビュリー C.ルーベン R.ヨルダン A.アッヒェンバッハ ロイツェ アルベルト・フラム ハンス・ギューデ アッヒェンバッハ A.ベックリン マルムストレム P.N.アルボ J.R.テート ヘーゼルタイン テオドール・ハーゲン パール・ラースロー ヤコブ・ネッベ ヒューゴ・フォーゲル イェルンベルク F.フランク E.A.ウォルトン ロベルト・エンゲルス オーヴァーベック フォーゲラー シュミッツ＝プライス マラコウスキー・ナウエン レームブルック オフェイ ハンス・ボルツ マッケ |
| ジョン・ロビンソン・テート                   | 1834-1909 | アメリカ合衆国     |                | F.ビュリー C.ルーベン R.ヨルダン A.アッヒェンバッハ ロイツェ アルベルト・フラム ハンス・ギューデ アッヒェンバッハ A.ベックリン マルムストレム P.N.アルボ J.R.テート ヘーゼルタイン テオドール・ハーゲン パール・ラースロー ヤコブ・ネッベ ヒューゴ・フォーゲル イェルンベルク F.フランク E.A.ウォルトン ロベルト・エンゲルス オーヴァーベック フォーゲラー シュミッツ＝プライス マラコウスキー・ナウエン レームブルック オフェイ ハンス・ボルツ マッケ |
| ハインリヒ・ラウエンシュタイン               | 1835-1910 | ドイツ             |                | F.ビュリー C.ルーベン R.ヨルダン A.アッヒェンバッハ ロイツェ アルベルト・フラム ハンス・ギューデ アッヒェンバッハ A.ベックリン マルムストレム P.N.アルボ J.R.テート ヘーゼルタイン テオドール・ハーゲン パール・ラースロー ヤコブ・ネッベ ヒューゴ・フォーゲル イェルンベルク F.フランク E.A.ウォルトン ロベルト・エンゲルス オーヴァーベック フォーゲラー シュミッツ＝プライス マラコウスキー・ナウエン レームブルック オフェイ ハンス・ボルツ マッケ |
| ウィリアム・スタンレー・ヘーゼルタイン       | 1835-1900 | アメリカ合衆国     |                | F.ビュリー C.ルーベン R.ヨルダン A.アッヒェンバッハ ロイツェ アルベルト・フラム ハンス・ギューデ アッヒェンバッハ A.ベックリン マルムストレム P.N.アルボ J.R.テート ヘーゼルタイン テオドール・ハーゲン パール・ラースロー ヤコブ・ネッベ ヒューゴ・フォーゲル イェルンベルク F.フランク E.A.ウォルトン ロベルト・エンゲルス オーヴァーベック フォーゲラー シュミッツ＝プライス マラコウスキー・ナウエン レームブルック オフェイ ハンス・ボルツ マッケ |
| ユリウス・ファン・デ・サンデ・バクホイゼン   | 1835-1925 | オランダ           |                | F.ビュリー C.ルーベン R.ヨルダン A.アッヒェンバッハ ロイツェ アルベルト・フラム ハンス・ギューデ アッヒェンバッハ A.ベックリン マルムストレム P.N.アルボ J.R.テート ヘーゼルタイン テオドール・ハーゲン パール・ラースロー ヤコブ・ネッベ ヒューゴ・フォーゲル イェルンベルク F.フランク E.A.ウォルトン ロベルト・エンゲルス オーヴァーベック フォーゲラー シュミッツ＝プライス マラコウスキー・ナウエン レームブルック オフェイ ハンス・ボルツ マッケ |
| オラフ・イサクセン                           | 1835-1893 | ノルウエー         |                | F.ビュリー C.ルーベン R.ヨルダン A.アッヒェンバッハ ロイツェ アルベルト・フラム ハンス・ギューデ アッヒェンバッハ A.ベックリン マルムストレム P.N.アルボ J.R.テート ヘーゼルタイン テオドール・ハーゲン パール・ラースロー ヤコブ・ネッベ ヒューゴ・フォーゲル イェルンベルク F.フランク E.A.ウォルトン ロベルト・エンゲルス オーヴァーベック フォーゲラー シュミッツ＝プライス マラコウスキー・ナウエン レームブルック オフェイ ハンス・ボルツ マッケ |
| アルフレッド・ハウランド                     | 1838-1909 | アメリカ合衆国     |                | F.ビュリー C.ルーベン R.ヨルダン A.アッヒェンバッハ ロイツェ アルベルト・フラム ハンス・ギューデ アッヒェンバッハ A.ベックリン マルムストレム P.N.アルボ J.R.テート ヘーゼルタイン テオドール・ハーゲン パール・ラースロー ヤコブ・ネッベ ヒューゴ・フォーゲル イェルンベルク F.フランク E.A.ウォルトン ロベルト・エンゲルス オーヴァーベック フォーゲラー シュミッツ＝プライス マラコウスキー・ナウエン レームブルック オフェイ ハンス・ボルツ マッケ |
| エドゥアルト・フォン・ゲープハルト           | 1838-1925 | エストニア         | 1878年から教授 | F.ビュリー C.ルーベン R.ヨルダン A.アッヒェンバッハ ロイツェ アルベルト・フラム ハンス・ギューデ アッヒェンバッハ A.ベックリン マルムストレム P.N.アルボ J.R.テート ヘーゼルタイン テオドール・ハーゲン パール・ラースロー ヤコブ・ネッベ ヒューゴ・フォーゲル イェルンベルク F.フランク E.A.ウォルトン ロベルト・エンゲルス オーヴァーベック フォーゲラー シュミッツ＝プライス マラコウスキー・ナウエン レームブルック オフェイ ハンス・ボルツ マッケ |
| フレデリク・コレット                         | 1839-1914 | ノルウェー         |                | F.ビュリー C.ルーベン R.ヨルダン A.アッヒェンバッハ ロイツェ アルベルト・フラム ハンス・ギューデ アッヒェンバッハ A.ベックリン マルムストレム P.N.アルボ J.R.テート ヘーゼルタイン テオドール・ハーゲン パール・ラースロー ヤコブ・ネッベ ヒューゴ・フォーゲル イェルンベルク F.フランク E.A.ウォルトン ロベルト・エンゲルス オーヴァーベック フォーゲラー シュミッツ＝プライス マラコウスキー・ナウエン レームブルック オフェイ ハンス・ボルツ マッケ |
| ハインリヒ・フォン・アンゲリ                 | 1840-1925 | オーストリア       |                | F.ビュリー C.ルーベン R.ヨルダン A.アッヒェンバッハ ロイツェ アルベルト・フラム ハンス・ギューデ アッヒェンバッハ A.ベックリン マルムストレム P.N.アルボ J.R.テート ヘーゼルタイン テオドール・ハーゲン パール・ラースロー ヤコブ・ネッベ ヒューゴ・フォーゲル イェルンベルク F.フランク E.A.ウォルトン ロベルト・エンゲルス オーヴァーベック フォーゲラー シュミッツ＝プライス マラコウスキー・ナウエン レームブルック オフェイ ハンス・ボルツ マッケ |
| ヘンリー・モスラー                           | 1841-1920 | アメリカ合衆国     |                | F.ビュリー C.ルーベン R.ヨルダン A.アッヒェンバッハ ロイツェ アルベルト・フラム ハンス・ギューデ アッヒェンバッハ A.ベックリン マルムストレム P.N.アルボ J.R.テート ヘーゼルタイン テオドール・ハーゲン パール・ラースロー ヤコブ・ネッベ ヒューゴ・フォーゲル イェルンベルク F.フランク E.A.ウォルトン ロベルト・エンゲルス オーヴァーベック フォーゲラー シュミッツ＝プライス マラコウスキー・ナウエン レームブルック オフェイ ハンス・ボルツ マッケ |
| カール・スント＝ハンセン                     | 1841-1907 | ノルウェー         |                | F.ビュリー C.ルーベン R.ヨルダン A.アッヒェンバッハ ロイツェ アルベルト・フラム ハンス・ギューデ アッヒェンバッハ A.ベックリン マルムストレム P.N.アルボ J.R.テート ヘーゼルタイン テオドール・ハーゲン パール・ラースロー ヤコブ・ネッベ ヒューゴ・フォーゲル イェルンベルク F.フランク E.A.ウォルトン ロベルト・エンゲルス オーヴァーベック フォーゲラー シュミッツ＝プライス マラコウスキー・ナウエン レームブルック オフェイ ハンス・ボルツ マッケ |
| ベルント・リンドホルム                       | 1841-1914 | フィンランド       |                | F.ビュリー C.ルーベン R.ヨルダン A.アッヒェンバッハ ロイツェ アルベルト・フラム ハンス・ギューデ アッヒェンバッハ A.ベックリン マルムストレム P.N.アルボ J.R.テート ヘーゼルタイン テオドール・ハーゲン パール・ラースロー ヤコブ・ネッベ ヒューゴ・フォーゲル イェルンベルク F.フランク E.A.ウォルトン ロベルト・エンゲルス オーヴァーベック フォーゲラー シュミッツ＝プライス マラコウスキー・ナウエン レームブルック オフェイ ハンス・ボルツ マッケ |
| テオドール・ハーゲン                         | 1842-1919 | ドイツ             |                | F.ビュリー C.ルーベン R.ヨルダン A.アッヒェンバッハ ロイツェ アルベルト・フラム ハンス・ギューデ アッヒェンバッハ A.ベックリン マルムストレム P.N.アルボ J.R.テート ヘーゼルタイン テオドール・ハーゲン パール・ラースロー ヤコブ・ネッベ ヒューゴ・フォーゲル イェルンベルク F.フランク E.A.ウォルトン ロベルト・エンゲルス オーヴァーベック フォーゲラー シュミッツ＝プライス マラコウスキー・ナウエン レームブルック オフェイ ハンス・ボルツ マッケ |
| ムンカーチ・ミハーイ                         | 1844-1900 | ハンガリー         |                | F.ビュリー C.ルーベン R.ヨルダン A.アッヒェンバッハ ロイツェ アルベルト・フラム ハンス・ギューデ アッヒェンバッハ A.ベックリン マルムストレム P.N.アルボ J.R.テート ヘーゼルタイン テオドール・ハーゲン パール・ラースロー ヤコブ・ネッベ ヒューゴ・フォーゲル イェルンベルク F.フランク E.A.ウォルトン ロベルト・エンゲルス オーヴァーベック フォーゲラー シュミッツ＝プライス マラコウスキー・ナウエン レームブルック オフェイ ハンス・ボルツ マッケ |
| カール・ルドルフ・ゾーン                     | 1845-1908 | ドイツ             |                | F.ビュリー C.ルーベン R.ヨルダン A.アッヒェンバッハ ロイツェ アルベルト・フラム ハンス・ギューデ アッヒェンバッハ A.ベックリン マルムストレム P.N.アルボ J.R.テート ヘーゼルタイン テオドール・ハーゲン パール・ラースロー ヤコブ・ネッベ ヒューゴ・フォーゲル イェルンベルク F.フランク E.A.ウォルトン ロベルト・エンゲルス オーヴァーベック フォーゲラー シュミッツ＝プライス マラコウスキー・ナウエン レームブルック オフェイ ハンス・ボルツ マッケ |
| パール・ラースロー                           | 1846-1879 | ハンガリー         |                | F.ビュリー C.ルーベン R.ヨルダン A.アッヒェンバッハ ロイツェ アルベルト・フラム ハンス・ギューデ アッヒェンバッハ A.ベックリン マルムストレム P.N.アルボ J.R.テート ヘーゼルタイン テオドール・ハーゲン パール・ラースロー ヤコブ・ネッベ ヒューゴ・フォーゲル イェルンベルク F.フランク E.A.ウォルトン ロベルト・エンゲルス オーヴァーベック フォーゲラー シュミッツ＝プライス マラコウスキー・ナウエン レームブルック オフェイ ハンス・ボルツ マッケ |
| グスタヴ・セーデルストレム                   | 1845-1933 | スウェーデン       |                | F.ビュリー C.ルーベン R.ヨルダン A.アッヒェンバッハ ロイツェ アルベルト・フラム ハンス・ギューデ アッヒェンバッハ A.ベックリン マルムストレム P.N.アルボ J.R.テート ヘーゼルタイン テオドール・ハーゲン パール・ラースロー ヤコブ・ネッベ ヒューゴ・フォーゲル イェルンベルク F.フランク E.A.ウォルトン ロベルト・エンゲルス オーヴァーベック フォーゲラー シュミッツ＝プライス マラコウスキー・ナウエン レームブルック オフェイ ハンス・ボルツ マッケ |
| ハンス・ペーター・フェデルセン               | 1848-1941 | ドイツ             |                | F.ビュリー C.ルーベン R.ヨルダン A.アッヒェンバッハ ロイツェ アルベルト・フラム ハンス・ギューデ アッヒェンバッハ A.ベックリン マルムストレム P.N.アルボ J.R.テート ヘーゼルタイン テオドール・ハーゲン パール・ラースロー ヤコブ・ネッベ ヒューゴ・フォーゲル イェルンベルク F.フランク E.A.ウォルトン ロベルト・エンゲルス オーヴァーベック フォーゲラー シュミッツ＝プライス マラコウスキー・ナウエン レームブルック オフェイ ハンス・ボルツ マッケ |
| アデルスティーン・ノーマン                   | 1848-1918 | ノルウェー         |                | F.ビュリー C.ルーベン R.ヨルダン A.アッヒェンバッハ ロイツェ アルベルト・フラム ハンス・ギューデ アッヒェンバッハ A.ベックリン マルムストレム P.N.アルボ J.R.テート ヘーゼルタイン テオドール・ハーゲン パール・ラースロー ヤコブ・ネッベ ヒューゴ・フォーゲル イェルンベルク F.フランク E.A.ウォルトン ロベルト・エンゲルス オーヴァーベック フォーゲラー シュミッツ＝プライス マラコウスキー・ナウエン レームブルック オフェイ ハンス・ボルツ マッケ |
| カール・ヴトケ                               | 1849-1927 | ドイツ             |                | F.ビュリー C.ルーベン R.ヨルダン A.アッヒェンバッハ ロイツェ アルベルト・フラム ハンス・ギューデ アッヒェンバッハ A.ベックリン マルムストレム P.N.アルボ J.R.テート ヘーゼルタイン テオドール・ハーゲン パール・ラースロー ヤコブ・ネッベ ヒューゴ・フォーゲル イェルンベルク F.フランク E.A.ウォルトン ロベルト・エンゲルス オーヴァーベック フォーゲラー シュミッツ＝プライス マラコウスキー・ナウエン レームブルック オフェイ ハンス・ボルツ マッケ |
| ヤコブ・ネッベ                               | 1850-1919 | ドイツ             |                | F.ビュリー C.ルーベン R.ヨルダン A.アッヒェンバッハ ロイツェ アルベルト・フラム ハンス・ギューデ アッヒェンバッハ A.ベックリン マルムストレム P.N.アルボ J.R.テート ヘーゼルタイン テオドール・ハーゲン パール・ラースロー ヤコブ・ネッベ ヒューゴ・フォーゲル イェルンベルク F.フランク E.A.ウォルトン ロベルト・エンゲルス オーヴァーベック フォーゲラー シュミッツ＝プライス マラコウスキー・ナウエン レームブルック オフェイ ハンス・ボルツ マッケ |
| ハインリヒ・ペーターゼン＝アンゲルン         | 1850-1906 | ドイツ             |                | F.ビュリー C.ルーベン R.ヨルダン A.アッヒェンバッハ ロイツェ アルベルト・フラム ハンス・ギューデ アッヒェンバッハ A.ベックリン マルムストレム P.N.アルボ J.R.テート ヘーゼルタイン テオドール・ハーゲン パール・ラースロー ヤコブ・ネッベ ヒューゴ・フォーゲル イェルンベルク F.フランク E.A.ウォルトン ロベルト・エンゲルス オーヴァーベック フォーゲラー シュミッツ＝プライス マラコウスキー・ナウエン レームブルック オフェイ ハンス・ボルツ マッケ |
| ハンス・ペーターゼン                         | 1850-1914 | ドイツ             |                | F.ビュリー C.ルーベン R.ヨルダン A.アッヒェンバッハ ロイツェ アルベルト・フラム ハンス・ギューデ アッヒェンバッハ A.ベックリン マルムストレム P.N.アルボ J.R.テート ヘーゼルタイン テオドール・ハーゲン パール・ラースロー ヤコブ・ネッベ ヒューゴ・フォーゲル イェルンベルク F.フランク E.A.ウォルトン ロベルト・エンゲルス オーヴァーベック フォーゲラー シュミッツ＝プライス マラコウスキー・ナウエン レームブルック オフェイ ハンス・ボルツ マッケ |
| ジョージ・ヒッチコック                       | 1850-1913 | アメリカ合衆国     |                | F.ビュリー C.ルーベン R.ヨルダン A.アッヒェンバッハ ロイツェ アルベルト・フラム ハンス・ギューデ アッヒェンバッハ A.ベックリン マルムストレム P.N.アルボ J.R.テート ヘーゼルタイン テオドール・ハーゲン パール・ラースロー ヤコブ・ネッベ ヒューゴ・フォーゲル イェルンベルク F.フランク E.A.ウォルトン ロベルト・エンゲルス オーヴァーベック フォーゲラー シュミッツ＝プライス マラコウスキー・ナウエン レームブルック オフェイ ハンス・ボルツ マッケ |
| テレーズ・シュヴァルツェ                     | 1851-1912 |                    |                | F.ビュリー C.ルーベン R.ヨルダン A.アッヒェンバッハ ロイツェ アルベルト・フラム ハンス・ギューデ アッヒェンバッハ A.ベックリン マルムストレム P.N.アルボ J.R.テート ヘーゼルタイン テオドール・ハーゲン パール・ラースロー ヤコブ・ネッベ ヒューゴ・フォーゲル イェルンベルク F.フランク E.A.ウォルトン ロベルト・エンゲルス オーヴァーベック フォーゲラー シュミッツ＝プライス マラコウスキー・ナウエン レームブルック オフェイ ハンス・ボルツ マッケ |
| オスカー・ホフマン                           | 1851-1912 | エストニア         |                | F.ビュリー C.ルーベン R.ヨルダン A.アッヒェンバッハ ロイツェ アルベルト・フラム ハンス・ギューデ アッヒェンバッハ A.ベックリン マルムストレム P.N.アルボ J.R.テート ヘーゼルタイン テオドール・ハーゲン パール・ラースロー ヤコブ・ネッベ ヒューゴ・フォーゲル イェルンベルク F.フランク E.A.ウォルトン ロベルト・エンゲルス オーヴァーベック フォーゲラー シュミッツ＝プライス マラコウスキー・ナウエン レームブルック オフェイ ハンス・ボルツ マッケ |
| エルンスト・テ・ペールト                     | 1852-1932 | ドイツ             |                | F.ビュリー C.ルーベン R.ヨルダン A.アッヒェンバッハ ロイツェ アルベルト・フラム ハンス・ギューデ アッヒェンバッハ A.ベックリン マルムストレム P.N.アルボ J.R.テート ヘーゼルタイン テオドール・ハーゲン パール・ラースロー ヤコブ・ネッベ ヒューゴ・フォーゲル イェルンベルク F.フランク E.A.ウォルトン ロベルト・エンゲルス オーヴァーベック フォーゲラー シュミッツ＝プライス マラコウスキー・ナウエン レームブルック オフェイ ハンス・ボルツ マッケ |
| ヒューゴ・フォーゲル                         | 1855-1934 | ドイツ             |                | F.ビュリー C.ルーベン R.ヨルダン A.アッヒェンバッハ ロイツェ アルベルト・フラム ハンス・ギューデ アッヒェンバッハ A.ベックリン マルムストレム P.N.アルボ J.R.テート ヘーゼルタイン テオドール・ハーゲン パール・ラースロー ヤコブ・ネッベ ヒューゴ・フォーゲル イェルンベルク F.フランク E.A.ウォルトン ロベルト・エンゲルス オーヴァーベック フォーゲラー シュミッツ＝プライス マラコウスキー・ナウエン レームブルック オフェイ ハンス・ボルツ マッケ |
| オロフ・イェルンベルク                       | 1855-1935 | ドイツ             |                | F.ビュリー C.ルーベン R.ヨルダン A.アッヒェンバッハ ロイツェ アルベルト・フラム ハンス・ギューデ アッヒェンバッハ A.ベックリン マルムストレム P.N.アルボ J.R.テート ヘーゼルタイン テオドール・ハーゲン パール・ラースロー ヤコブ・ネッベ ヒューゴ・フォーゲル イェルンベルク F.フランク E.A.ウォルトン ロベルト・エンゲルス オーヴァーベック フォーゲラー シュミッツ＝プライス マラコウスキー・ナウエン レームブルック オフェイ ハンス・ボルツ マッケ |
| リチャード・ケートン・ウッドヴィル           | 1856-1927 | イギリス           |                | F.ビュリー C.ルーベン R.ヨルダン A.アッヒェンバッハ ロイツェ アルベルト・フラム ハンス・ギューデ アッヒェンバッハ A.ベックリン マルムストレム P.N.アルボ J.R.テート ヘーゼルタイン テオドール・ハーゲン パール・ラースロー ヤコブ・ネッベ ヒューゴ・フォーゲル イェルンベルク F.フランク E.A.ウォルトン ロベルト・エンゲルス オーヴァーベック フォーゲラー シュミッツ＝プライス マラコウスキー・ナウエン レームブルック オフェイ ハンス・ボルツ マッケ |
| フリッツ・シュトロベンツ                     | 1856-1929 | ハンガリー         |                | F.ビュリー C.ルーベン R.ヨルダン A.アッヒェンバッハ ロイツェ アルベルト・フラム ハンス・ギューデ アッヒェンバッハ A.ベックリン マルムストレム P.N.アルボ J.R.テート ヘーゼルタイン テオドール・ハーゲン パール・ラースロー ヤコブ・ネッベ ヒューゴ・フォーゲル イェルンベルク F.フランク E.A.ウォルトン ロベルト・エンゲルス オーヴァーベック フォーゲラー シュミッツ＝プライス マラコウスキー・ナウエン レームブルック オフェイ ハンス・ボルツ マッケ |
| ヘルムート・リーゼガング                     | 1858-1945 | ドイツ             |                | F.ビュリー C.ルーベン R.ヨルダン A.アッヒェンバッハ ロイツェ アルベルト・フラム ハンス・ギューデ アッヒェンバッハ A.ベックリン マルムストレム P.N.アルボ J.R.テート ヘーゼルタイン テオドール・ハーゲン パール・ラースロー ヤコブ・ネッベ ヒューゴ・フォーゲル イェルンベルク F.フランク E.A.ウォルトン ロベルト・エンゲルス オーヴァーベック フォーゲラー シュミッツ＝プライス マラコウスキー・ナウエン レームブルック オフェイ ハンス・ボルツ マッケ |
| ハンス・ヘルマン                             | 1858-1942 | ドイツ             |                | F.ビュリー C.ルーベン R.ヨルダン A.アッヒェンバッハ ロイツェ アルベルト・フラム ハンス・ギューデ アッヒェンバッハ A.ベックリン マルムストレム P.N.アルボ J.R.テート ヘーゼルタイン テオドール・ハーゲン パール・ラースロー ヤコブ・ネッベ ヒューゴ・フォーゲル イェルンベルク F.フランク E.A.ウォルトン ロベルト・エンゲルス オーヴァーベック フォーゲラー シュミッツ＝プライス マラコウスキー・ナウエン レームブルック オフェイ ハンス・ボルツ マッケ |
| ジュリアス・ロルショーヴェン                 | 1858-1930 | アメリカ合衆国     |                | F.ビュリー C.ルーベン R.ヨルダン A.アッヒェンバッハ ロイツェ アルベルト・フラム ハンス・ギューデ アッヒェンバッハ A.ベックリン マルムストレム P.N.アルボ J.R.テート ヘーゼルタイン テオドール・ハーゲン パール・ラースロー ヤコブ・ネッベ ヒューゴ・フォーゲル イェルンベルク F.フランク E.A.ウォルトン ロベルト・エンゲルス オーヴァーベック フォーゲラー シュミッツ＝プライス マラコウスキー・ナウエン レームブルック オフェイ ハンス・ボルツ マッケ |
| フィリップ・フランク                         | 1860-1940 | ドイツ             |                | F.ビュリー C.ルーベン R.ヨルダン A.アッヒェンバッハ ロイツェ アルベルト・フラム ハンス・ギューデ アッヒェンバッハ A.ベックリン マルムストレム P.N.アルボ J.R.テート ヘーゼルタイン テオドール・ハーゲン パール・ラースロー ヤコブ・ネッベ ヒューゴ・フォーゲル イェルンベルク F.フランク E.A.ウォルトン ロベルト・エンゲルス オーヴァーベック フォーゲラー シュミッツ＝プライス マラコウスキー・ナウエン レームブルック オフェイ ハンス・ボルツ マッケ |
| ガリ・メルチャーズ                           | 1860-1932 | アメリカ合衆国     |                | F.ビュリー C.ルーベン R.ヨルダン A.アッヒェンバッハ ロイツェ アルベルト・フラム ハンス・ギューデ アッヒェンバッハ A.ベックリン マルムストレム P.N.アルボ J.R.テート ヘーゼルタイン テオドール・ハーゲン パール・ラースロー ヤコブ・ネッベ ヒューゴ・フォーゲル イェルンベルク F.フランク E.A.ウォルトン ロベルト・エンゲルス オーヴァーベック フォーゲラー シュミッツ＝プライス マラコウスキー・ナウエン レームブルック オフェイ ハンス・ボルツ マッケ |
| エドワード・アーサー・ウォルトン             | 1860-1922 | イギリス           |                | F.ビュリー C.ルーベン R.ヨルダン A.アッヒェンバッハ ロイツェ アルベルト・フラム ハンス・ギューデ アッヒェンバッハ A.ベックリン マルムストレム P.N.アルボ J.R.テート ヘーゼルタイン テオドール・ハーゲン パール・ラースロー ヤコブ・ネッベ ヒューゴ・フォーゲル イェルンベルク F.フランク E.A.ウォルトン ロベルト・エンゲルス オーヴァーベック フォーゲラー シュミッツ＝プライス マラコウスキー・ナウエン レームブルック オフェイ ハンス・ボルツ マッケ |
| パウル・ミューラー＝ケンプフ                 | 1861-1941 | ドイツ             |                | F.ビュリー C.ルーベン R.ヨルダン A.アッヒェンバッハ ロイツェ アルベルト・フラム ハンス・ギューデ アッヒェンバッハ A.ベックリン マルムストレム P.N.アルボ J.R.テート ヘーゼルタイン テオドール・ハーゲン パール・ラースロー ヤコブ・ネッベ ヒューゴ・フォーゲル イェルンベルク F.フランク E.A.ウォルトン ロベルト・エンゲルス オーヴァーベック フォーゲラー シュミッツ＝プライス マラコウスキー・ナウエン レームブルック オフェイ ハンス・ボルツ マッケ |
| オイゲン・カンプ                             | 1861-1933 | ドイツ             |                | F.ビュリー C.ルーベン R.ヨルダン A.アッヒェンバッハ ロイツェ アルベルト・フラム ハンス・ギューデ アッヒェンバッハ A.ベックリン マルムストレム P.N.アルボ J.R.テート ヘーゼルタイン テオドール・ハーゲン パール・ラースロー ヤコブ・ネッベ ヒューゴ・フォーゲル イェルンベルク F.フランク E.A.ウォルトン ロベルト・エンゲルス オーヴァーベック フォーゲラー シュミッツ＝プライス マラコウスキー・ナウエン レームブルック オフェイ ハンス・ボルツ マッケ |
| レッサー・ユリィ                             | 1861-1931 | ドイツ             |                | F.ビュリー C.ルーベン R.ヨルダン A.アッヒェンバッハ ロイツェ アルベルト・フラム ハンス・ギューデ アッヒェンバッハ A.ベックリン マルムストレム P.N.アルボ J.R.テート ヘーゼルタイン テオドール・ハーゲン パール・ラースロー ヤコブ・ネッベ ヒューゴ・フォーゲル イェルンベルク F.フランク E.A.ウォルトン ロベルト・エンゲルス オーヴァーベック フォーゲラー シュミッツ＝プライス マラコウスキー・ナウエン レームブルック オフェイ ハンス・ボルツ マッケ |
| ハインリヒ・ヘルマンス                       | 1862-1942 | ドイツ             |                | F.ビュリー C.ルーベン R.ヨルダン A.アッヒェンバッハ ロイツェ アルベルト・フラム ハンス・ギューデ アッヒェンバッハ A.ベックリン マルムストレム P.N.アルボ J.R.テート ヘーゼルタイン テオドール・ハーゲン パール・ラースロー ヤコブ・ネッベ ヒューゴ・フォーゲル イェルンベルク F.フランク E.A.ウォルトン ロベルト・エンゲルス オーヴァーベック フォーゲラー シュミッツ＝プライス マラコウスキー・ナウエン レームブルック オフェイ ハンス・ボルツ マッケ |
| パウル・ラウト                               | 1865-1930 | エストニア         |                | F.ビュリー C.ルーベン R.ヨルダン A.アッヒェンバッハ ロイツェ アルベルト・フラム ハンス・ギューデ アッヒェンバッハ A.ベックリン マルムストレム P.N.アルボ J.R.テート ヘーゼルタイン テオドール・ハーゲン パール・ラースロー ヤコブ・ネッベ ヒューゴ・フォーゲル イェルンベルク F.フランク E.A.ウォルトン ロベルト・エンゲルス オーヴァーベック フォーゲラー シュミッツ＝プライス マラコウスキー・ナウエン レームブルック オフェイ ハンス・ボルツ マッケ |
| クリスチャン・ラウト                         | 1865-1943 | エストニア         |                | F.ビュリー C.ルーベン R.ヨルダン A.アッヒェンバッハ ロイツェ アルベルト・フラム ハンス・ギューデ アッヒェンバッハ A.ベックリン マルムストレム P.N.アルボ J.R.テート ヘーゼルタイン テオドール・ハーゲン パール・ラースロー ヤコブ・ネッベ ヒューゴ・フォーゲル イェルンベルク F.フランク E.A.ウォルトン ロベルト・エンゲルス オーヴァーベック フォーゲラー シュミッツ＝プライス マラコウスキー・ナウエン レームブルック オフェイ ハンス・ボルツ マッケ |
| ロベルト・エンゲルス                         | 1866-1926 | ドイツ             |                | F.ビュリー C.ルーベン R.ヨルダン A.アッヒェンバッハ ロイツェ アルベルト・フラム ハンス・ギューデ アッヒェンバッハ A.ベックリン マルムストレム P.N.アルボ J.R.テート ヘーゼルタイン テオドール・ハーゲン パール・ラースロー ヤコブ・ネッベ ヒューゴ・フォーゲル イェルンベルク F.フランク E.A.ウォルトン ロベルト・エンゲルス オーヴァーベック フォーゲラー シュミッツ＝プライス マラコウスキー・ナウエン レームブルック オフェイ ハンス・ボルツ マッケ |
| アンツ・ライクマー                           | 1866-1942 | エストニア         |                | F.ビュリー C.ルーベン R.ヨルダン A.アッヒェンバッハ ロイツェ アルベルト・フラム ハンス・ギューデ アッヒェンバッハ A.ベックリン マルムストレム P.N.アルボ J.R.テート ヘーゼルタイン テオドール・ハーゲン パール・ラースロー ヤコブ・ネッベ ヒューゴ・フォーゲル イェルンベルク F.フランク E.A.ウォルトン ロベルト・エンゲルス オーヴァーベック フォーゲラー シュミッツ＝プライス マラコウスキー・ナウエン レームブルック オフェイ ハンス・ボルツ マッケ |
| トーマス・ハイネ                             | 1867-1948 | ドイツ             |                | F.ビュリー C.ルーベン R.ヨルダン A.アッヒェンバッハ ロイツェ アルベルト・フラム ハンス・ギューデ アッヒェンバッハ A.ベックリン マルムストレム P.N.アルボ J.R.テート ヘーゼルタイン テオドール・ハーゲン パール・ラースロー ヤコブ・ネッベ ヒューゴ・フォーゲル イェルンベルク F.フランク E.A.ウォルトン ロベルト・エンゲルス オーヴァーベック フォーゲラー シュミッツ＝プライス マラコウスキー・ナウエン レームブルック オフェイ ハンス・ボルツ マッケ |
| ジョージ・ラクス                             | 1867-1933 | アメリカ合衆国     |                | F.ビュリー C.ルーベン R.ヨルダン A.アッヒェンバッハ ロイツェ アルベルト・フラム ハンス・ギューデ アッヒェンバッハ A.ベックリン マルムストレム P.N.アルボ J.R.テート ヘーゼルタイン テオドール・ハーゲン パール・ラースロー ヤコブ・ネッベ ヒューゴ・フォーゲル イェルンベルク F.フランク E.A.ウォルトン ロベルト・エンゲルス オーヴァーベック フォーゲラー シュミッツ＝プライス マラコウスキー・ナウエン レームブルック オフェイ ハンス・ボルツ マッケ |
| ダドリー・ハーディ                           | 1867-1922 | イギリス           |                | F.ビュリー C.ルーベン R.ヨルダン A.アッヒェンバッハ ロイツェ アルベルト・フラム ハンス・ギューデ アッヒェンバッハ A.ベックリン マルムストレム P.N.アルボ J.R.テート ヘーゼルタイン テオドール・ハーゲン パール・ラースロー ヤコブ・ネッベ ヒューゴ・フォーゲル イェルンベルク F.フランク E.A.ウォルトン ロベルト・エンゲルス オーヴァーベック フォーゲラー シュミッツ＝プライス マラコウスキー・ナウエン レームブルック オフェイ ハンス・ボルツ マッケ |
| フリッツ・オーヴァーベック                   | 1869-1909 | ドイツ             |                | F.ビュリー C.ルーベン R.ヨルダン A.アッヒェンバッハ ロイツェ アルベルト・フラム ハンス・ギューデ アッヒェンバッハ A.ベックリン マルムストレム P.N.アルボ J.R.テート ヘーゼルタイン テオドール・ハーゲン パール・ラースロー ヤコブ・ネッベ ヒューゴ・フォーゲル イェルンベルク F.フランク E.A.ウォルトン ロベルト・エンゲルス オーヴァーベック フォーゲラー シュミッツ＝プライス マラコウスキー・ナウエン レームブルック オフェイ ハンス・ボルツ マッケ |
| アウグスト・ドイサー                         | 1870-1942 | ドイツ             |                | F.ビュリー C.ルーベン R.ヨルダン A.アッヒェンバッハ ロイツェ アルベルト・フラム ハンス・ギューデ アッヒェンバッハ A.ベックリン マルムストレム P.N.アルボ J.R.テート ヘーゼルタイン テオドール・ハーゲン パール・ラースロー ヤコブ・ネッベ ヒューゴ・フォーゲル イェルンベルク F.フランク E.A.ウォルトン ロベルト・エンゲルス オーヴァーベック フォーゲラー シュミッツ＝プライス マラコウスキー・ナウエン レームブルック オフェイ ハンス・ボルツ マッケ |
| カール・アウグスト・リナー                   | 1871-1946 | スイス             |                | F.ビュリー C.ルーベン R.ヨルダン A.アッヒェンバッハ ロイツェ アルベルト・フラム ハンス・ギューデ アッヒェンバッハ A.ベックリン マルムストレム P.N.アルボ J.R.テート ヘーゼルタイン テオドール・ハーゲン パール・ラースロー ヤコブ・ネッベ ヒューゴ・フォーゲル イェルンベルク F.フランク E.A.ウォルトン ロベルト・エンゲルス オーヴァーベック フォーゲラー シュミッツ＝プライス マラコウスキー・ナウエン レームブルック オフェイ ハンス・ボルツ マッケ |
| ハインリヒ・フォーゲラー                     | 1872-1942 | ドイツ             |                | F.ビュリー C.ルーベン R.ヨルダン A.アッヒェンバッハ ロイツェ アルベルト・フラム ハンス・ギューデ アッヒェンバッハ A.ベックリン マルムストレム P.N.アルボ J.R.テート ヘーゼルタイン テオドール・ハーゲン パール・ラースロー ヤコブ・ネッベ ヒューゴ・フォーゲル イェルンベルク F.フランク E.A.ウォルトン ロベルト・エンゲルス オーヴァーベック フォーゲラー シュミッツ＝プライス マラコウスキー・ナウエン レームブルック オフェイ ハンス・ボルツ マッケ |
| カール・シュミッツ＝プライス                 | 1877-1943 | ドイツ             |                | F.ビュリー C.ルーベン R.ヨルダン A.アッヒェンバッハ ロイツェ アルベルト・フラム ハンス・ギューデ アッヒェンバッハ A.ベックリン マルムストレム P.N.アルボ J.R.テート ヘーゼルタイン テオドール・ハーゲン パール・ラースロー ヤコブ・ネッベ ヒューゴ・フォーゲル イェルンベルク F.フランク E.A.ウォルトン ロベルト・エンゲルス オーヴァーベック フォーゲラー シュミッツ＝プライス マラコウスキー・ナウエン レームブルック オフェイ ハンス・ボルツ マッケ |
| マリー・フォン・マラコウスキー・ナウエン     | 1880-1943 | ドイツ             |                | F.ビュリー C.ルーベン R.ヨルダン A.アッヒェンバッハ ロイツェ アルベルト・フラム ハンス・ギューデ アッヒェンバッハ A.ベックリン マルムストレム P.N.アルボ J.R.テート ヘーゼルタイン テオドール・ハーゲン パール・ラースロー ヤコブ・ネッベ ヒューゴ・フォーゲル イェルンベルク F.フランク E.A.ウォルトン ロベルト・エンゲルス オーヴァーベック フォーゲラー シュミッツ＝プライス マラコウスキー・ナウエン レームブルック オフェイ ハンス・ボルツ マッケ |
| ヴィルヘルム・レームブルック                 | 1881-1919 | ドイツ             |                | F.ビュリー C.ルーベン R.ヨルダン A.アッヒェンバッハ ロイツェ アルベルト・フラム ハンス・ギューデ アッヒェンバッハ A.ベックリン マルムストレム P.N.アルボ J.R.テート ヘーゼルタイン テオドール・ハーゲン パール・ラースロー ヤコブ・ネッベ ヒューゴ・フォーゲル イェルンベルク F.フランク E.A.ウォルトン ロベルト・エンゲルス オーヴァーベック フォーゲラー シュミッツ＝プライス マラコウスキー・ナウエン レームブルック オフェイ ハンス・ボルツ マッケ |
| ヴァルター・オフェイ                         | 1882-1930 | ドイツ             |                | F.ビュリー C.ルーベン R.ヨルダン A.アッヒェンバッハ ロイツェ アルベルト・フラム ハンス・ギューデ アッヒェンバッハ A.ベックリン マルムストレム P.N.アルボ J.R.テート ヘーゼルタイン テオドール・ハーゲン パール・ラースロー ヤコブ・ネッベ ヒューゴ・フォーゲル イェルンベルク F.フランク E.A.ウォルトン ロベルト・エンゲルス オーヴァーベック フォーゲラー シュミッツ＝プライス マラコウスキー・ナウエン レームブルック オフェイ ハンス・ボルツ マッケ |
| ハンス・ボルツ                               | 1885-1918 | ドイツ             |                | F.ビュリー C.ルーベン R.ヨルダン A.アッヒェンバッハ ロイツェ アルベルト・フラム ハンス・ギューデ アッヒェンバッハ A.ベックリン マルムストレム P.N.アルボ J.R.テート ヘーゼルタイン テオドール・ハーゲン パール・ラースロー ヤコブ・ネッベ ヒューゴ・フォーゲル イェルンベルク F.フランク E.A.ウォルトン ロベルト・エンゲルス オーヴァーベック フォーゲラー シュミッツ＝プライス マラコウスキー・ナウエン レームブルック オフェイ ハンス・ボルツ マッケ |
| アウグスト・マッケ                           | 1887-1914 | ドイツ             |                | F.ビュリー C.ルーベン R.ヨルダン A.アッヒェンバッハ ロイツェ アルベルト・フラム ハンス・ギューデ アッヒェンバッハ A.ベックリン マルムストレム P.N.アルボ J.R.テート ヘーゼルタイン テオドール・ハーゲン パール・ラースロー ヤコブ・ネッベ ヒューゴ・フォーゲル イェルンベルク F.フランク E.A.ウォルトン ロベルト・エンゲルス オーヴァーベック フォーゲラー シュミッツ＝プライス マラコウスキー・ナウエン レームブルック オフェイ ハンス・ボルツ マッケ |
| シュルツェ・ゼルデ (画家)                    | 1887-1967 | ドイツ             |                | F.ビュリー C.ルーベン R.ヨルダン A.アッヒェンバッハ ロイツェ アルベルト・フラム ハンス・ギューデ アッヒェンバッハ A.ベックリン マルムストレム P.N.アルボ J.R.テート ヘーゼルタイン テオドール・ハーゲン パール・ラースロー ヤコブ・ネッベ ヒューゴ・フォーゲル イェルンベルク F.フランク E.A.ウォルトン ロベルト・エンゲルス オーヴァーベック フォーゲラー シュミッツ＝プライス マラコウスキー・ナウエン レームブルック オフェイ ハンス・ボルツ マッケ |
| ハンス・トゥアール                           | 1887-1945 | ドイツ             |                | F.ビュリー C.ルーベン R.ヨルダン A.アッヒェンバッハ ロイツェ アルベルト・フラム ハンス・ギューデ アッヒェンバッハ A.ベックリン マルムストレム P.N.アルボ J.R.テート ヘーゼルタイン テオドール・ハーゲン パール・ラースロー ヤコブ・ネッベ ヒューゴ・フォーゲル イェルンベルク F.フランク E.A.ウォルトン ロベルト・エンゲルス オーヴァーベック フォーゲラー シュミッツ＝プライス マラコウスキー・ナウエン レームブルック オフェイ ハンス・ボルツ マッケ |
| ハインリヒ・カンペンドンク                   | 1889-1957 | ドイツ             |                | F.ビュリー C.ルーベン R.ヨルダン A.アッヒェンバッハ ロイツェ アルベルト・フラム ハンス・ギューデ アッヒェンバッハ A.ベックリン マルムストレム P.N.アルボ J.R.テート ヘーゼルタイン テオドール・ハーゲン パール・ラースロー ヤコブ・ネッベ ヒューゴ・フォーゲル イェルンベルク F.フランク E.A.ウォルトン ロベルト・エンゲルス オーヴァーベック フォーゲラー シュミッツ＝プライス マラコウスキー・ナウエン レームブルック オフェイ ハンス・ボルツ マッケ |
| アルノ・ブレーカー                           | 1900-1991 | ドイツ             |                | F.ビュリー C.ルーベン R.ヨルダン A.アッヒェンバッハ ロイツェ アルベルト・フラム ハンス・ギューデ アッヒェンバッハ A.ベックリン マルムストレム P.N.アルボ J.R.テート ヘーゼルタイン テオドール・ハーゲン パール・ラースロー ヤコブ・ネッベ ヒューゴ・フォーゲル イェルンベルク F.フランク E.A.ウォルトン ロベルト・エンゲルス オーヴァーベック フォーゲラー シュミッツ＝プライス マラコウスキー・ナウエン レームブルック オフェイ ハンス・ボルツ マッケ |
| マーグレット・レイ                           | 1906-1996 | ドイツ             | 児童文学者     | F.ビュリー C.ルーベン R.ヨルダン A.アッヒェンバッハ ロイツェ アルベルト・フラム ハンス・ギューデ アッヒェンバッハ A.ベックリン マルムストレム P.N.アルボ J.R.テート ヘーゼルタイン テオドール・ハーゲン パール・ラースロー ヤコブ・ネッベ ヒューゴ・フォーゲル イェルンベルク F.フランク E.A.ウォルトン ロベルト・エンゲルス オーヴァーベック フォーゲラー シュミッツ＝プライス マラコウスキー・ナウエン レームブルック オフェイ ハンス・ボルツ マッケ |
| ヨーゼフ・ボイス                             | 1921-1986 | ドイツ             |                | F.ビュリー C.ルーベン R.ヨルダン A.アッヒェンバッハ ロイツェ アルベルト・フラム ハンス・ギューデ アッヒェンバッハ A.ベックリン マルムストレム P.N.アルボ J.R.テート ヘーゼルタイン テオドール・ハーゲン パール・ラースロー ヤコブ・ネッベ ヒューゴ・フォーゲル イェルンベルク F.フランク E.A.ウォルトン ロベルト・エンゲルス オーヴァーベック フォーゲラー シュミッツ＝プライス マラコウスキー・ナウエン レームブルック オフェイ ハンス・ボルツ マッケ |
| ミヒャエル・フォン・ビール                   | 1937-     | ドイツ             |                | F.ビュリー C.ルーベン R.ヨルダン A.アッヒェンバッハ ロイツェ アルベルト・フラム ハンス・ギューデ アッヒェンバッハ A.ベックリン マルムストレム P.N.アルボ J.R.テート ヘーゼルタイン テオドール・ハーゲン パール・ラースロー ヤコブ・ネッベ ヒューゴ・フォーゲル イェルンベルク F.フランク E.A.ウォルトン ロベルト・エンゲルス オーヴァーベック フォーゲラー シュミッツ＝プライス マラコウスキー・ナウエン レームブルック オフェイ ハンス・ボルツ マッケ |
| ローター・バウムガルテン                     | 1944-2018 | ドイツ             |                | F.ビュリー C.ルーベン R.ヨルダン A.アッヒェンバッハ ロイツェ アルベルト・フラム ハンス・ギューデ アッヒェンバッハ A.ベックリン マルムストレム P.N.アルボ J.R.テート ヘーゼルタイン テオドール・ハーゲン パール・ラースロー ヤコブ・ネッベ ヒューゴ・フォーゲル イェルンベルク F.フランク E.A.ウォルトン ロベルト・エンゲルス オーヴァーベック フォーゲラー シュミッツ＝プライス マラコウスキー・ナウエン レームブルック オフェイ ハンス・ボルツ マッケ |
| カンディダ・ヘーファー                       | 1944-     | ドイツ             |                | F.ビュリー C.ルーベン R.ヨルダン A.アッヒェンバッハ ロイツェ アルベルト・フラム ハンス・ギューデ アッヒェンバッハ A.ベックリン マルムストレム P.N.アルボ J.R.テート ヘーゼルタイン テオドール・ハーゲン パール・ラースロー ヤコブ・ネッベ ヒューゴ・フォーゲル イェルンベルク F.フランク E.A.ウォルトン ロベルト・エンゲルス オーヴァーベック フォーゲラー シュミッツ＝プライス マラコウスキー・ナウエン レームブルック オフェイ ハンス・ボルツ マッケ |
| トーマス・シュトゥルート                     | 1954-     | ドイツ             |                | F.ビュリー C.ルーベン R.ヨルダン A.アッヒェンバッハ ロイツェ アルベルト・フラム ハンス・ギューデ アッヒェンバッハ A.ベックリン マルムストレム P.N.アルボ J.R.テート ヘーゼルタイン テオドール・ハーゲン パール・ラースロー ヤコブ・ネッベ ヒューゴ・フォーゲル イェルンベルク F.フランク E.A.ウォルトン ロベルト・エンゲルス オーヴァーベック フォーゲラー シュミッツ＝プライス マラコウスキー・ナウエン レームブルック オフェイ ハンス・ボルツ マッケ |
| アンドレアス・グルスキー                     | 1955-     | ドイツ             |                | F.ビュリー C.ルーベン R.ヨルダン A.アッヒェンバッハ ロイツェ アルベルト・フラム ハンス・ギューデ アッヒェンバッハ A.ベックリン マルムストレム P.N.アルボ J.R.テート ヘーゼルタイン テオドール・ハーゲン パール・ラースロー ヤコブ・ネッベ ヒューゴ・フォーゲル イェルンベルク F.フランク E.A.ウォルトン ロベルト・エンゲルス オーヴァーベック フォーゲラー シュミッツ＝プライス マラコウスキー・ナウエン レームブルック オフェイ ハンス・ボルツ マッケ |
| カタリーナ・フリッチュ                       | 1956-     | ドイツ             |                | F.ビュリー C.ルーベン R.ヨルダン A.アッヒェンバッハ ロイツェ アルベルト・フラム ハンス・ギューデ アッヒェンバッハ A.ベックリン マルムストレム P.N.アルボ J.R.テート ヘーゼルタイン テオドール・ハーゲン パール・ラースロー ヤコブ・ネッベ ヒューゴ・フォーゲル イェルンベルク F.フランク E.A.ウォルトン ロベルト・エンゲルス オーヴァーベック フォーゲラー シュミッツ＝プライス マラコウスキー・ナウエン レームブルック オフェイ ハンス・ボルツ マッケ |
| 奈良美智                                     | 1959-     | 日本               |                | F.ビュリー C.ルーベン R.ヨルダン A.アッヒェンバッハ ロイツェ アルベルト・フラム ハンス・ギューデ アッヒェンバッハ A.ベックリン マルムストレム P.N.アルボ J.R.テート ヘーゼルタイン テオドール・ハーゲン パール・ラースロー ヤコブ・ネッベ ヒューゴ・フォーゲル イェルンベルク F.フランク E.A.ウォルトン ロベルト・エンゲルス オーヴァーベック フォーゲラー シュミッツ＝プライス マラコウスキー・ナウエン レームブルック オフェイ ハンス・ボルツ マッケ |
| トーステン・レーマー                         | 1968-     | ドイツ             |                | F.ビュリー C.ルーベン R.ヨルダン A.アッヒェンバッハ ロイツェ アルベルト・フラム ハンス・ギューデ アッヒェンバッハ A.ベックリン マルムストレム P.N.アルボ J.R.テート ヘーゼルタイン テオドール・ハーゲン パール・ラースロー ヤコブ・ネッベ ヒューゴ・フォーゲル イェルンベルク F.フランク E.A.ウォルトン ロベルト・エンゲルス オーヴァーベック フォーゲラー シュミッツ＝プライス マラコウスキー・ナウエン レームブルック オフェイ ハンス・ボルツ マッケ |
| 田中奈緒子                                   | 1975-     | 日本               |                | F.ビュリー C.ルーベン R.ヨルダン A.アッヒェンバッハ ロイツェ アルベルト・フラム ハンス・ギューデ アッヒェンバッハ A.ベックリン マルムストレム P.N.アルボ J.R.テート ヘーゼルタイン テオドール・ハーゲン パール・ラースロー ヤコブ・ネッベ ヒューゴ・フォーゲル イェルンベルク F.フランク E.A.ウォルトン ロベルト・エンゲルス オーヴァーベック フォーゲラー シュミッツ＝プライス マラコウスキー・ナウエン レームブルック オフェイ ハンス・ボルツ マッケ |
| ニーナ・レーマー                             | 1978-     | ロシア             |                | F.ビュリー C.ルーベン R.ヨルダン A.アッヒェンバッハ ロイツェ アルベルト・フラム ハンス・ギューデ アッヒェンバッハ A.ベックリン マルムストレム P.N.アルボ J.R.テート ヘーゼルタイン テオドール・ハーゲン パール・ラースロー ヤコブ・ネッベ ヒューゴ・フォーゲル イェルンベルク F.フランク E.A.ウォルトン ロベルト・エンゲルス オーヴァーベック フォーゲラー シュミッツ＝プライス マラコウスキー・ナウエン レームブルック オフェイ ハンス・ボルツ マッケ |